# Mark Slinkman
Mark Slinkman (Deventer, 1 augustus 1973) is een Nederlands jurist, bestuurder en partijloos politicus. Sinds 16 september 2015 is hij burgemeester van Groesbeek die op 1 januari 2016 werd vernoemd tot Berg en Dal.

## Biografie
Slinkman groeide op in Schalkhaar en Bathmen. Hij behaalde zijn vwo-diploma aan het Geert Groote College te Deventer en studeerde daarna rechten aan de Universiteit Leiden met als specialisatie notarieel recht. Hierna volgde hij de driejarige beroepsopleiding voor het notariaat. Slinkman werkte hierna zeven jaar als kandidaat-notaris in Leiden en Oegstgeest.
In 2003 werd hij benoemd tot raadsgriffier van de gemeente Oegstgeest en een jaar later tot raadsgriffier van de gemeente Berkelland. Slinkman was sinds april 2007 tot 2009 namens het CDA lid van Provinciale Staten van Gelderland. Per 13 november 2008 werd hij benoemd tot burgemeester van Rijnwaarden en in 2014 werd hij voor zes jaar herbenoemd.
Slinkman werd op 28 mei 2015 door de Groesbeekse gemeenteraad voorgedragen en per 16 september 2015 benoemd als de nieuwe burgemeester van de fusiegemeente Groesbeek, die vanaf 1 januari 2016 Berg en Dal heet. Ella Schadd volgde hem op als waarnemend burgemeester in Rijnwaarden. Slinkman begon op 16 september 2021 aan zijn tweede termijn, hiervoor werd hij op 30 augustus van dat jaar beëdigd.
In juli 2022 werd bekend dat Slinkman zijn CDA-lidmaatschap heeft opgezegd. Naar eigen zeggen speelden het Toeslagenschandaal en de afhandeling van de aardbevingsschade in Groningen mee in zijn besluit. Begin december 2022 legde Slinkman zijn taken in Berg en Dal tijdelijk neer wegens aanhoudende gezondheidsproblemen. Zijn taken werden overgenomen door locoburgemeester Erik Weijers. De gemeenteraadsvergaderingen werden overgenomen door Hans Peters (Kernachtig Groesbeek), de raadsnestor van de gemeenteraad. Hij was weer voldoende hersteld om op 27 februari 2023 zijn werkzaamheden weer te hervatten.

## Persoonlijk
Slinkman is rooms-katholiek en heeft een zoon en een dochter.
- Gemeinsame Normdatei: 1237135796
- International Standard Name Identifier: 0000 0004 4377 5930
- Nederlandse Thesaurus van Auteursnamen: 381064263
- Virtual International Authority File: 311824263
- WorldCat: E39PBJmHJQJbFJm6c9tvqPxdQq